# ترانه‌شناسی ابی

## آلبوم‌های گردآوری شده

### باغ بلور (به‌صورت کاست) (۱۹۸۴/۱۳۶۳)
| نام ترانه   | ترانه‌سرا       | آهنگساز        | تنظیم         | سال انتشار |
| ----------- | -------------- | -------------- | ------------- | ---------- |
| نازی ناز کن | فرهاد شیبانی   | تورج شعبان‌خانی | اریک ارکانت   | ۱۳۵۶       |
| گل‌واژه      | منصور تهرانی   | صادق نوجوکی    | ناصر چشم‌آذر   | ۱۳۵۵       |
| بدرقه       | منصور تهرانی   | سیاوش قمیشی    | آندرانیک      | ۱۳۵۵       |
| شکار        | محمدعلی شیرازی | حسن شماعی‌زاده  | منوچهر چشم‌آذر | ۱۳۵۵       |
| شب مرد تنها | لیلا کسری      | فریدون خشنود   | منوچهر چشم‌آذر | ۱۳۵۵       |
| میلاد       | لقمان ادهمی    | لقمان ادهمی    | اریک آرکانت   | ۱۳۵۵       |
| باد و بیشه  | فرهاد شیبانی   | تورج شعبانخانی | اریک آرکانت   | ۱۳۵۷       |
| باغ بلور    | منصور تهرانی   | حسن شماعی‌زاده  | ناصر چشم‌آذر   | ۱۳۵۷       |
| پیچک        | شرمین شجره     | سیاوش قمیشی    | اریک آرکانت   | ۱۳۵۷       |
| خالی        | زویا زاکاریان  | سیاوش قمیشی    | اریک آرکانت   | ۱۳۵۷       |
| سفر         | اردلان سرفراز  | فرید زلاند     | منوچهر چشم‌آذر | ۱۳۵۷       |
| شب زخمی     | منصور تهرانی   | سُلی            | اریک آرکانت   | ۱۳۵۶       |

### شب‌زده (به‌صورت کاست) (۱۹۸۷/۱۳۶۶)
| نام ترانه | ترانه‌سرا        | آهنگساز    | تنظیم         | سال انتشار |
| --------- | --------------- | ---------- | ------------- | ---------- |
| شب‌زده     | زویا زاکاریان   | واروژان    | واروژان       | ۱۳۵۶       |
| کندو      | ایرج جنتی عطایی | واروژان    | واروژان       | ۱۳۵۶       |
| پوست شیر  | ایرج جنتی عطایی | واروژان    | واروژان       | ۱۳۵۶       |
| عسل       | اردلان سرفراز   | فرید زلاند | منوچهر چشم‌آذر | ۱۳۵۶       |
| رحم کن    | شهیار قنبری     | فرید زلاند | منوچهر چشم‌آذر | ۱۳۵۶       |
| خاکستری   | ایرج جنتی عطایی | بابک بیات  | محمد اوشال    | ۱۳۵۶       |
| سبد       | ایرج جنتی عطایی | بابک بیات  | بابک بیات     | ۱۳۵۵       |
| سایه      | ایرج جنتی عطایی | بابک بیات  | واروژان       | ۱۳۵۴       |
| خورجین    | ایرج جنتی عطایی | بابک بیات  | محمد اوشال    | ۱۳۵۵       |
| خاتون     | ایرج جنتی عطایی | بابک بیات  | بابک بیات     | ۱۳۵۴       |

### مداد رنگی (به‌صورت کاست) (۱۹۹۰/۱۳۶۹)
| نام ترانه    | ترانه‌سرا      | آهنگساز     | تنظیم         | سال انتشار |
| ------------ | ------------- | ----------- | ------------- | ---------- |
| مداد رنگی    | بیژن سمندر    | سیاوش قمیشی | ناصر چشم‌آذر   | ۱۳۶۱       |
| خانوم گل     | اردلان سرفراز | فرید زلاند  | منوچهر چشم‌آذر | ۱۳۶۴       |
| دلبر         | اردلان سرفراز | فرید زلاند  | عبدی یمینی    | ۱۳۶۶       |
| همدم         | اردلان سرفراز | فرید زلاند  | منوچهر چشم‌آذر | ۱۳۶۶       |
| گریز         | اردلان سرفراز | فرید زلاند  | منوچهر چشم‌آذر | ۱۳۶۴       |
| هزار و یک شب | اردلان سرفراز | فرید زلاند  | منوچهر چشم‌آذر | ۱۳۶۶       |
| راز همیشگی   | اردلان سرفراز | فرید زلاند  | منوچهر چشم‌آذر | ۱۳۵۶       |
| منو ببخش     | اردلان سرفراز | آندرانیک    | آندرانیک      | ۱۳۵۷       |

### خلیج فارس (به‌صورت کاست) (۱۹۹۰/۱۳۶۹)
| نام ترانه       | ترانه‌سرا        | آهنگساز       | تنظیم         | سال انتشار |
| --------------- | --------------- | ------------- | ------------- | ---------- |
| خلیج فارس       | عادل حسنی       | محمّد شمس      | محمّد شمس      | ۱۳۶۷       |
| کلبهٔ من         | هدیه            | منوچهر چشم‌آذر | منوچهر چشم‌آذر | ۱۳۶۷       |
| سادگی مرا ببخش  | اردلان سرفراز   | آندرانیک      | آندرانیک      | ۱۳۵۷       |
| برج             | اردلان سرفراز   | فرید زلاند    | منوچهر چشم‌آذر | ۱۳۵۷       |
| جعبه جواهر      | بیژن سمندر      | سیاوش قمیشی   | منوچهر چشم‌آذر | ۱۳۶۶       |
| غربت            | فرهنگ قاسمی     | محمّد شمس      | محمّد شمس      | ۱۳۵۶       |
| مولای سبزپوش    | ایرج جنتی عطایی | بابک بیات     | محمد اوشال    | ۱۳۵۶       |
| پاینده‌باد ایران | اردلان سرفراز   | خسرو پیشکاری  | خسرو پیشکاری  | ۱۳۵۸       |

### خلیج فارس (به‌صورت سی‌دی) (۱۹۹۰/۱۳۶۹)
| نام ترانه    | ترانه‌سرا         | آهنگساز       | تنظیم‌کننده    | سال انتشار |
| ------------ | ---------------- | ------------- | ------------- | ---------- |
| خلیج فارس    | عادل حسنی        | محمد شمس      | محمد شمس      | ۱۳۶۷       |
| گریز         | اردلان سرفراز    | فرید زلاند    | منوچهر چشم‌آذر | ۱۳۶۴       |
| مداد رنگی    | بیژن سمندر       | سیاوش قمیشی   | ناصر چشم‌آذر   | ۱۳۶۱       |
| خانوم گل     | اردلان سرفراز    | فرید زلاند    | منوچهر چشم‌آذر | ۱۳۶۴       |
| هزار و یک شب | اردلان سرفراز    | فرید زلاند    | منوچهر چشم‌آذر | ۱۳۶۶       |
| همدم         | اردلان سرفراز    | فرید زلاند    | منوچهر چشم‌آذر | ۱۳۶۶       |
| دلبر         | اردلان سرفراز    | فرید زلاند    | عبدی یمینی    | ۱۳۶۶       |
| کلبه من      | لیلا کسری (هدیه) | منوچهر چشم‌آذر | منوچهر چشم‌آذر | ۱۳۶۷       |
| دو راهی      | هما میرافشار     | سیاوش قمیشی   | منوچهر چشم‌آذر | ۱۳۶۶       |
| شکار         | محمدعلی شیرازی   | حسن شماعی‌زاده | منوچهر چشم‌آذر | ۱۳۵۵       |

### غریبه (۱۹۹۰/۱۳۶۹)
| نام ترانه     | ترانه‌سرا         | آهنگساز    | تنظیم‌کننده    | سال انتشار |
| ------------- | ---------------- | ---------- | ------------- | ---------- |
| همدم دلبر     | اردلان سرفراز    | فرید زلاند | عبدی یمینی    | ۱۳۶۶       |
| غریبه         | لیلا کسری (هدیه) | فرید زلاند | آندرانیک      | ۱۳۶۳       |
| خورشید بی‌حجاب | شهیار قنبری      | آندرانیک   | آندرانیک      | ۱۳۶۶       |
| هزار و یک شب  | اردلان سرفراز    | فرید زلاند | منوچهر چشم‌آذر | ۱۳۶۶       |
| آبی           | اردلان سرفراز    | فرید زلاند | منوچهر چشم‌آذر | ۱۳۶۷       |
| قاصد          | هدیه             | فرید زلاند | آندرانیک      | ۱۳۶۳       |

### نازی ناز کن (۱۹۹۱/۱۳۷۰)
| نام ترانه      | ترانه‌سرا        | آهنگساز        | تنظیم‌کننده    | سال انتشار |
| -------------- | --------------- | -------------- | ------------- | ---------- |
| نازی ناز کن    | فرهاد شیبانی    | تورج شعبان‌خانی | اریک آرکانت   | ۱۳۵۶       |
| پوست شیر       | ایرج جنتی عطایی | واروژان        | واروژان       | ۱۳۵۴       |
| کندو           | ایرج جنتی عطایی | واروژان        | واروژان       | ۱۳۵۴       |
| بدرقه          | منصور تهرانی    | سیاوش قمیشی    | آندرانیک      | ۱۳۵۵       |
| شب مرد تنها    | لیلا کسری       | فریدون خشنود   | منوچهر چشم‌آذر | ۱۳۵۵       |
| میلاد          | لقمان ادهمی     | لقمان ادهمی    | اریک آرکانت   | ۱۳۵۵       |
| باغ بلور       | منصور تهرانی    | حسن شماعی‌زاده  | ناصر چشم‌آذر   | ۱۳۵۷       |
| باد و بیشه     | فرهاد شیبانی    | تورج شعبان‌خانی | اریک آرکانت   | ۱۳۵۷       |
| سادگی مرا ببخش | اردلان سرفراز   | آندرانیک       | مجتبی میرزاده | ۱۳۵۷       |
| سایه           | ایرج جنتی عطایی | بابک بیات      | واروژان       | ۱۳۵۴       |
| شب زخمی        | منصور تهرانی    | سُلی            | اریک آرکانت   | ۱۳۵۴       |

### شب‌زده (۱۹۹۱/۱۳۷۰)
| نام ترانه    | ترانه‌سرا        | آهنگساز     | تنظیم‌کننده    | سال انتشار |
| ------------ | --------------- | ----------- | ------------- | ---------- |
| شب‌زده        | زویا زاکاریان   | واروژان     | واروژان       | ۱۳۵۶       |
| عسل          | اردلان سرفراز   | فرید زلاند  | منوچهر چشم‌آذر | ۱۳۵۶       |
| پیچک         | شرمین شجره      | سیاوش قمیشی | اریک آرکانت   | ۱۳۵۶       |
| غربت         | فرهنگ قاسمی     | محمد شمس    | محمد شمس      | ۱۳۵۶       |
| خورجین       | ایرج جنتی عطایی | بابک بیات   | بابک بیات     | ۱۳۵۵       |
| خاتون        | ایرج جنتی عطایی | بابک بیات   | بابک بیات     | ۱۳۵۴       |
| سبد          | ایرج جنتی عطایی | بابک بیات   | بابک بیات     | ۱۳۵۵       |
| خالی         | زویا زاکاریان   | سیاوش قمیشی | اریک آرکانت   | ۱۳۵۶       |
| راز همیشگی   | اردلان سرفراز   | فرید زلاند  | منوچهر چشم‌آذر | ۱۳۵۶       |
| مولای سبزپوش | ایرج جنتی عطایی | بابک بیات   | محمد اوشال    | ۱۳۵۶       |

### کوه یخ (به‌صورت سی‌دی) (۱۹۹۱/۱۳۷۰)
| نام ترانه  | ترانه‌سرا        | آهنگساز     | تنظیم‌کننده    | سال انتشار |
| ---------- | --------------- | ----------- | ------------- | ---------- |
| قصه عشق    | لیلا کسری       | صادق نوجوکی | صادق نوجوکی   | ۱۳۶۴       |
| کوه یخ     | بیژن سمندر      | سیاوش قمیشی | منوچهر چشم‌آذر | ۱۳۶۶       |
| برج        | اردلان سرفراز   | فرید زلاند  | منوچهر چشم‌آذر | ۱۳۵۷       |
| پاییز      | سیاوش قمیشی     | سیاوش قمیشی | منوچهر چشم‌آذر | ۱۳۶۶       |
| رحم کن     | شهیار قنبری     | فرید زلاند  | آندرانیک      | ۱۳۵۶       |
| گل‌واژه     | منصور تهرانی    | صادق نوجوکی | ناصر چشم‌آذر   | ۱۳۵۶       |
| سفر        | اردلان سرفراز   | فرید زلاند  | منوچهر چشم‌آذر | ۱۳۵۶       |
| غریبه      | مسعود فردمنش    | سیاوش قمیشی | منوچهر چشم‌آذر | ۱۳۶۶       |
| جعبه جواهر | بیژن سمندر      | سیاوش قمیشی | منوچهر چشم‌آذر | ۱۳۶۶       |
| منو ببخش   | اردلان سرفراز   | آندرانیک    | آندرانیک      | ۱۳۶۵       |
| خاکستری    | ایرج جنتی عطایی | بابک بیات   | محمد اوشال    | ۱۳۵۶       |

### ستارهٔ دنباله‌دار (۱۹۹۳/۱۳۷۲)
| نام ترانه         | ترانه‌سرا        | آهنگساز     | تنظیم‌کننده    | سال انتشار |
| ----------------- | --------------- | ----------- | ------------- | ---------- |
| دلبر              | اردلان سرفراز   | فرید زلاند  | عبدی یمینی    | ۱۳۶۶       |
| سادگی             | مسعود هوشمند    | سیاوش قمیشی | راب شیراک     | ۱۳۶۵       |
| ستارهٔ دنباله‌دار   | اردلان سرفراز   | فرید زلاند  | فرید زلاند    | ۱۳۶۹       |
| رازقی             | ایرج جنتی عطایی | فرید زلاند  | فرید زلاند    | ۱۳۶۹       |
| آرزو              | اردلان سرفراز   | فرید زلاند  | آندرانیک      | ۱۳۶۵       |
| باورم کن          | ژاکلین          | ژاکلین      | ژاکلین        | ۱۳۶۴       |
| خانه سرخ          | ایرج جنتی عطایی | آندرانیک    | آندرانیک      | ۱۳۶۹       |
| روزگار            | اردلان سرفراز   | فرید زلاند  | فرید زلاند    | ۱۳۷۲       |
| نون و پنیر و سبزی | شهیار قنبری     | فرید زلاند  | منوچهر چشم‌آذر | ۱۳۷۲       |
| گل سرخ            | ایرج جنتی عطایی | آندرانیک    | آندرانیک      | ۱۳۷۲       |

### با تو (۱۹۹۶/۱۳۷۵)
| نام ترانه         | ترانه‌سرا      | آهنگساز      | تنظیم‌کننده    | سال انتشار |
| ----------------- | ------------- | ------------ | ------------- | ---------- |
| با تو             | ژاکلین        | فرخ آهی      | فرخ آهی       | ۱۳۶۱       |
| سبد سبد           | مسعود فردمنش  | مسعود فردمنش | منوچهر چشم‌آذر | ۱۳۷۱       |
| زبانم را نمی‌فهمی  | ناهید ناظمی   | سیاوش قمیشی  | آندرانیک      | ۱۳۷۱       |
| خونه              | ژاکلین        | فرخ آهی      | فرخ آهی       | ۱۳۶۱       |
| منزل به منزل      | اردلان سرفراز | فرید زلاند   | فرید زلاند    | ۱۳۷۳       |
| بگو ای یار بگو    | اردلان سرفراز | فرید زلاند   | فرید زلاند    | ۱۳۷۳       |
| اتل متل           | اردلان سرفراز | فرید زلاند   | فرید زلاند    | ۱۳۷۳       |
| هموطن             | شهرام شب‌پره   | شهرام شب‌پره  | منوچهر چشم‌آذر | ۱۳۵۹       |
| خونه (ورژن دیسکو) | ژاکلین        | فرخ آهی      | فرخ آهی       | ۱۳۶۱       |

### خورشید خانوم (۱۹۹۶/۱۳۷۵)
| نام ترانه        | ترانه‌سرا      | آهنگساز    | تنظیم کننده   | سال انتشار |
| ---------------- | ------------- | ---------- | ------------- | ---------- |
| خورشید خانوم     | شهیار قنبری   | فرید زلاند | فرید زلاند    | ۱۳۷۱       |
| هزار و یکشب      | اردلان سرفراز | فرید زلاند | منوچهر چشم‌آذر | ۱۳۶۶       |
| چه باید کرد      | اردلان سرفراز | فرید زلاند | فرید زلاند    | ۱۳۷۱       |
| محتاج            | اردلان سرفراز | فرید زلاند | فرید زلاند    | ۱۳۷۱       |
| جواب             | اردلان سرفراز | فرید زلاند | فرید زلاند    | ۱۳۷۱       |
| ستاره دنباله دار | اردلان سرفراز | فرید زلاند | فرید زلاند    | ۱۳۶۹       |
| غریبه            | هدیه          | فرید زلاند | آندرانیک      | ۱۳۶۳       |
| قاصد             | هدیه          | فرید زلاند | آندرانیک      | ۱۳۶۳       |

### تپش (۱۹۹۶/۱۳۷۵)
| نام ترانه        | ترانه‌سرا        | آهنگساز        | تنظیم‌کننده    | سال انتشار |
| ---------------- | --------------- | -------------- | ------------- | ---------- |
| کویر             | مسعود محمودی    | تورج شعبان‌خانی | اریک          | ۱۳۵۶       |
| تپش              | ایرج جنتی عطایی | بابک بیات      | بابک بیات     | ۱۳۵۳       |
| جدایی            | مسعود امینی     | پرویز مقصدی    | کاظم عالمی    | ۱۳۵۳       |
| چرا چرا          | مسعود هوشمند    | حسین واثقی     | حسین واثقی    | ۱۳۵۲       |
| پاینده باد ایران | اردلان سرفراز   | خسرو پیشکاری   | خسرو پیشکاری  | ۱۳۵۸       |
| اسیر             | آرش سزاوار      | امیر آرام      | اریک          | ۱۳۵۵       |
| چشمه             | منصور تهرانی    | پرویز قدرخانی  | اریک          | ۱۳۵۵       |
| Papa             | پُل آنکا         | پُل آنکا        | منوچهر اسلامی | ۱۳۵۴       |

### پیر (۱۹۹۹/۱۳۷۸)
| نام ترانه                 | ترانه‌سرا          | آهنگساز            | تنظیم‌کننده    | سال انتشار | انتشار اولیه                      |
| ------------------------- | ----------------- | ------------------ | ------------- | ---------- | --------------------------------- |
| نگو با من                 | همایون هوشیارنژاد | سیاوش قمیشی        | منوچهر چشم‌آذر | ۱۳۶۶       | آلبوم کوه یخ (کاست)               |
| گریه مستی                 | هدیه              | سیاوش قمیشی        | منوچهر چشم‌آذر | ۱۳۶۶       | آلبوم کوه یخ (کاست)               |
| مادر بزرگ                 | علی عمادی         | محمد شمس           | محمد شمس      | ۱۳۷۲       | آلبوم زیارت (ابی، شهره، ستار)     |
| حیلت رها کن               | مولانا            | محمد شمس           | محمد شمس      | ۱۳۷۲       | آلبوم زیارت (ابی، شهره، ستار)     |
| تو کی هستی                | ایرج جنتی عطایی   | بابک بیات          | آندرانیک      | ۱۳۵۴       |                                   |
| Faraway                   | —                 | اریک آرکانت        | اریک آرکانت   |            |                                   |
| پیر                       | مسعود امینی       | منصور ایران‌نژاد    | محمد شمس      | ۱۳۵۲       | صفحهٔ ۴۵ دور با لیبل آژانس ستارگان |
| خدا می‌داند (با نلی و سلی) | شمس مشرقی         | سلی (سلیمان واثقی) | اریک آرکانت   | ۱۳۵۶       |                                   |
| شب                        | اردلان سرفراز     | منصور ایران‌نژاد    | محمد شمس      | ۱۳۷۳       | اجرای کنسرت سانتامونیکا           |

## آلبوم‌های استودیویی مستقل

### کوه یخ (به‌صورت کاست) (۱۳۶۶ / ۱۹۸۷)
| نام ترانه | ترانه‌سرا          | آهنگساز     | تنظیم‌کننده    |
| --------- | ----------------- | ----------- | ------------- |
| دو راهی   | هما میرافشار      | سیاوش قمیشی | منوچهر چشم‌آذر |
| نگو با من | همایون هوشیارنژاد | سیاوش قمیشی | منوچهر چشم‌آذر |
| پاییز     | سیاوش قمیشی       | سیاوش قمیشی | منوچهر چشم‌آذر |
| غریبه     | مسعود فردمنش      | سیاوش قمیشی | منوچهر چشم‌آذر |
| گریه مستی | لیلا کسری         | سیاوش قمیشی | منوچهر چشم‌آذر |
| کوه یخ    | بیژن سمندر        | سیاوش قمیشی | منوچهر چشم‌آذر |

### معلم بد (۱۳۷۱ / ۱۹۹۲)
| نام ترانه                   | ترانه‌سرا      | آهنگساز    | تنظیم‌کننده |
| --------------------------- | ------------- | ---------- | ---------- |
| محتاج                       | اردلان سرفراز | فرید زلاند | فرید زلاند |
| چه باید کرد                 | اردلان سرفراز | فرید زلاند | فرید زلاند |
| جواب                        | اردلان سرفراز | فرید زلاند | فرید زلاند |
| معلم بد                     | شهیار قنبری   | فرید زلاند | فرید زلاند |
| معلم بد (قسمت دوم)          | شهیار قنبری   | فرید زلاند | فرید زلاند |
| سر کلاس نقاشی (خورشید خانم) | شهیار قنبری   | فرید زلاند | فرید زلاند |

### اتل متل (۱۳۷۳ / ۱۹۹۴)
| نام ترانه      | ترانه‌سرا      | آهنگساز    | تنظیم‌کننده |
| -------------- | ------------- | ---------- | ---------- |
| شما            | هما میرافشار  | فرید زلاند | فرید زلاند |
| خواب           | اردلان سرفراز | فرید زلاند | فرید زلاند |
| منزل به منزل   | اردلان سرفراز | فرید زلاند | فرید زلاند |
| اتل متل        | اردلان سرفراز | فرید زلاند | فرید زلاند |
| بنویس          | اردلان سرفراز | فرید زلاند | فرید زلاند |
| بگو ای یار بگو | اردلان سرفراز | فرید زلاند | فرید زلاند |

### ستاره‌های سربی (۱۳۷۴ / ۱۹۹۵)
| نام ترانه           | ترانه‌سرا        | آهنگساز     | تنظیم‌کننده   |
| ------------------- | --------------- | ----------- | ------------ |
| ستاره‌های سربی       | ایرج جنتی عطایی | سیاوش قمیشی | استیو مک‌کرام |
| کی اشکاتو پاک می‌کنه | امیر فرّخ تجلّی   | سیاوش قمیشی | استیو مک‌کرام |
| آخر قصه             | ایرج جنتی عطایی | سیاوش قمیشی | استیو مک‌کرام |
| شب گریه             | ایرج جنتی عطایی | سیاوش قمیشی | استیو مک‌کرام |
| اقاقی               | زری مینویی      | سیاوش قمیشی | عبدی یمینی   |
| قبله                | مسعود امینی     | سیاوش قمیشی | کاظم عالمی   |
| عادت                | پاکسیما زکی‌پور  | سیاوش قمیشی | استیو مک‌کرام |
| زمستون              | (بی‌کلام)        | سیاوش قمیشی | استیو مک‌کرام |

### عطر تو (۱۳۷۵ / ۱۹۹۶)
| نام ترانه    | ترانه‌سرا        | آهنگساز    | تنظیم‌کننده                |
| ------------ | --------------- | ---------- | ------------------------- |
| گریه نکن     | ایرج جنتی عطایی | فرید زلاند | فرید زلاند و دیوید تباکمن |
| مهمونی       | هما میرافشار    | فرید زلاند | فرید زلاند و جف صادکیان   |
| عطر تو       | شهیار قنبری     | فرید زلاند | فرید زلاند و دیوید تباکمن |
| مست چشات     | مهین آبادانی    | فرید زلاند | فرید زلاند و دیوید تباکمن |
| جستجو        | اردلان سرفراز   | فرید زلاند | فرید زلاند                |
| خانه و خاطره | ایرج جنتی عطایی | فرید زلاند | آندرانیک                  |

### تاج ترانه (۱۳۷۶ / ۱۹۹۷)
- بازخوانی منتخبی از ترانه‌های پیش از انقلاب گوگوش

| نام ترانه       | ترانه‌سرا        | آهنگساز | تنظیم جدید |
| --------------- | --------------- | ------- | ---------- |
| وقتشه           | ایرج جنتی عطایی | واروژان | شهرام آذر  |
| خوابم یا بیدارم | ایرج جنتی عطایی | واروژان | شهرام آذر  |
| دریایی          | ایرج جنتی عطایی | واروژان | شهرام آذر  |
| همسفر           | ایرج جنتی عطایی | واروژان | شهرام آذر  |
| پل              | ایرج جنتی عطایی | واروژان | شهرام آذر  |
| باور کن         | ایرج جنتی عطایی | واروژان | شهرام آذر  |
| شب شیشه‌ای       | ایرج جنتی عطایی | واروژان | شهرام آذر  |

### طلوع کن (۱۳۷۸ / ۱۹۹۹)
| نام ترانه          | ترانه‌سرا        | آهنگساز            | تنظیم‌کننده    |
| ------------------ | --------------- | ------------------ | ------------- |
| طلوع کن            | ایرج جنتی عطایی | اسفندیار منفردزاده | شهرام آذر     |
| هلا                | مینا اسدی       | اسفندیار منفردزاده | شهرام آذر     |
| بشکن               | حسین سماکار     | اسفندیار منفردزاده | شهرام آذر     |
| تو را نگاه می‌کنم   | اردلان سرفراز   | فرید زلاند         | تیگران ساکیان |
| بوسه بر ماه        | ایرج جنتی عطایی | فرید زلاند         | تیگران ساکیان |
| من از تو یاد گرفتم | شهیار قنبری     | فرید زلاند         | تیگران ساکیان |

### شب نیلوفری (۱۳۸۲ / ۲۰۰۳)
| نام ترانه          | ترانه‌سرا        | آهنگساز     | تنظیم‌کننده   |
| ------------------ | --------------- | ----------- | ------------ |
| درخت               | ایرج جنتی عطایی | سیاوش قمیشی | استیو مک‌کرام |
| تحمل کن            | ایرج جنتی عطایی | سیاوش قمیشی | استیو مک‌کرام |
| وقتی تو گریه می‌کنی | ایرج جنتی عطایی | سیاوش قمیشی | استیو مک‌کرام |
| شب نیلوفری         | ایرج جنتی عطایی | سیاوش قمیشی | استیو مک‌کرام |
| چیزی بگو           | ایرج جنتی عطایی | سیاوش قمیشی | استیو مک‌کرام |
| تندیس              | ایرج جنتی عطایی | سیاوش قمیشی | استیو مک‌کرام |
| سیاه‌پوش‌ها          | ایرج جنتی عطایی | سیاوش قمیشی | استیو مک‌کرام |

### حسرت پرواز (۱۳۸۵ / ۲۰۰۶)
| نام ترانه       | ترانه‌سرا        | آهنگساز       | تنظیم‌کننده    |
| --------------- | --------------- | ------------- | ------------- |
| صدام کردی       | ایرج جنتی عطایی | شوبرت آواکیان | شوبرت آواکیان |
| وقتی تو نیستی   | ایرج جنتی عطایی | شوبرت آواکیان | شوبرت آواکیان |
| حنا خانوم       | زویا زاکاریان   | شوبرت آواکیان | شوبرت آواکیان |
| بگو آره بگو نه  | ایرج جنتی عطایی | شوبرت آواکیان | شوبرت آواکیان |
| پروانه‌ای در مشت | ایرج جنتی عطایی | شوبرت آواکیان | شوبرت آواکیان |
| بانوی خاوری     | زویا زاکاریان   | شوبرت آواکیان | شوبرت آواکیان |
| حریق سبز        | زویا زاکاریان   | شوبرت آواکیان | شوبرت آواکیان |
| من اگه خدا بودم | زویا زاکاریان   | شوبرت آواکیان | شوبرت آواکیان |

### حس تنهایی (۱۳۸۹ / ۲۰۱۱)
| نام ترانه   | ترانه‌سرا       | آهنگساز       | تنظیم‌کننده    |
| ----------- | -------------- | ------------- | ------------- |
| یه عاشق     | بابک روزبه     | شوبرت آواکیان | شوبرت آواکیان |
| حس تنهایی   | بابک روزبه     | شوبرت آواکیان | شوبرت آواکیان |
| بدبین       | مونا برزویی    | شادمهر عقیلی  | محمد ناهیدی   |
| عاشقانه     | اهورا ایمان    | بابک بیات     | شهرام آذر     |
| خدا با ماست | افشین مقدم     | شوبرت آواکیان | شوبرت آواکیان |
| یه روزی     | پویان مقدسی    | شوبرت آواکیان | شوبرت آواکیان |
| نوازش       | سروش دادخواه   | شادمهر عقیلی  | آندرانیک      |
| بغض و بارون | بابک روزبه     | شوبرت آواکیان | شوبرت آواکیان |
| پلک         | افشین مقدم     | شوبرت آواکیان | شوبرت آواکیان |
| جهان بینی   | مهیار کاظم‌زاده | آندرانیک      | آندرانیک      |
| تصمیم       | افشین مقدم     | شوبرت آواکیان | شوبرت آواکیان |

### جان جوانی (۱۳۹۳ / ۲۰۱۴)
| نام ترانه    | ترانه‌سرا         | آهنگساز       | تنظیم‌کننده    |
| ------------ | ---------------- | ------------- | ------------- |
| جان جوانی    | افشین مقدم       | علیرضا افکاری | محمد ناهیدی   |
| حبس          | افشین مقدم       | علیرضا افکاری | منوچهر چشم‌آذر |
| دنیای آرزو   | داود رحمت‌الهی    | علیرضا افکاری | منوچهر چشم‌آذر |
| بغض          | داود رحمت‌الهی    | علیرضا افکاری | منوچهر چشم‌آذر |
| بی‌اعتنا      | افشین مقدم       | علیرضا افکاری | Zorastra      |
| غمنومه       | علی‌اکبر یاغی‌تبار | علیرضا افکاری | منوچهر چشم‌آذر |
| بهت گفتم     | افشین مقدم       | علیرضا افکاری | منوچهر چشم‌آذر |
| یه مردی      | افشین مقدم       | علیرضا افکاری | منوچهر چشم‌آذر |
| فصل بیقراری  | پویان بو ترابی   | علیرضا افکاری | منوچهر چشم‌آذر |
| آخرین بار    | افشین مقدم       | علیرضا افکاری | منوچهر چشم‌آذر |
| بغض (ریمیکس) | داود رحمت‌الهی    | علیرضا افکاری | محمد ناهیدی   |

### لاله‌زار (۱۳۹۸ / ۲۰۱۹)
| نام ترانه             | ترانه‌سرا    | آهنگساز                  | تنظیم‌کننده |
| --------------------- | ----------- | ------------------------ | ---------- |
| جهان بدون تو (اینترو) | (بی‌کلام)    | اشکان دباغ               | اشکان دباغ |
| جهان بدون تو          | یغما گلرویی | اشکان دباغ               | اشکان دباغ |
| قلب‌قاپ                | یغما گلرویی | اشکان دباغ               | اشکان دباغ |
| لاله‌زار               | یغما گلرویی | اشکان دباغ               | اشکان دباغ |
| جاده‌های نرفته         | یغما گلرویی | اشکان دباغ               | سعید زمانی |
| کوچهٔ نسترن            | یغما گلرویی | اشکان دباغ               | اشکان دباغ |
| دلم می‌خواد            | یغما گلرویی | اشکان دباغ               | اشکان دباغ |
| شب یلدا               | یغما گلرویی | اشکان دباغ و خشایار جوزی | اشکان دباغ |
| شاهنومه               | یغما گلرویی | اشکان دباغ               | اشکان دباغ |
| چشمم به اون خونه‌س     | یغما گلرویی | اشکان دباغ               | اشکان دباغ |
| آخرین آهنگ            | یغما گلرویی | اشکان دباغ               | اشکان دباغ |

## آلبوم‌های استودیویی مشترک

### هیچ‌کجا ایران نمیشه (۱۹۸۰/۱۳۵۹)
- مشترک با شهرام شب‌پره و شاهرخ

| نام ترانه           | ترانه‌سرا    | آهنگساز     | تنظیم‌کننده    |
| ------------------- | ----------- | ----------- | ------------- |
| هم‌وطن               | شهرام شب‌پره | شهرام شب‌پره | منوچهر چشم‌آذر |
| هم‌خون (همراه شاهرخ) | شهرام شب‌پره | شهرام شب‌پره | منوچهر چشم‌آذر |

### خداحافظ تهران (۱۹۸۲/۱۳۶۱)
| نام ترانه          | ترانه‌سرا | آهنگساز | تنظیم‌کننده |
| ------------------ | -------- | ------- | ---------- |
| با تو              | ژاکلین   | ژاکلین  | فرخ آهی    |
| خونه (ابی و بچه‌ها) | ژاکلین   | فرخ آهی | فرخ آهی    |
| خونه (ابی)         | ژاکلین   | فرخ آهی | فرخ آهی    |

### انتخابی ۱ (۱۹۸۲/۱۳۶۱)
- مشترک با داریوش، ستار، سیاوش قمیشی، شهره، امیر آرام و شهرام شب‌پره

| نام ترانه | ترانه‌سرا   | آهنگساز     | تنظیم‌کننده  |
| --------- | ---------- | ----------- | ----------- |
| مداد رنگی | بیژن سمندر | سیاوش قمیشی | ناصر چشم‌آذر |

### یا رب (۱۹۸۴/۱۳۶۳)
- مشترک با داریوش و هایده

| نام ترانه | ترانه‌سرا         | آهنگساز    | تنظیم‌کننده |
| --------- | ---------------- | ---------- | ---------- |
| قاصد      | لیلا کسری (هدیه) | فرید زلاند | آندرانیک   |
| غریبه     | لیلا کسری (هدیه) | فرید زلاند | آندرانیک   |

### خاطره ۴ (شب عشق) (۱۹۸۵/۱۳۶۴)
- مشترک با هایده، مهستی، ستار و صادق نوجوکی

| نام ترانه | ترانه‌سرا         | آهنگساز     | تنظیم‌کننده  |
| --------- | ---------------- | ----------- | ----------- |
| قصه عشق   | لیلا کسری (هدیه) | صادق نوجوکی | صادق نوجوکی |

### انتخابی ۴ (نازنین) (۱۹۸۵/۱۳۶۴)
- مشترک با داریوش، ستار و حمیرا

| نام ترانه | ترانه‌سرا      | آهنگساز    | تنظیم‌کننده    |
| --------- | ------------- | ---------- | ------------- |
| خانم گل   | اردلان سرفراز | فرید زلاند | منوچهر چشم‌آذر |
| گریز      | اردلان سرفراز | فرید زلاند | منوچهر چشم‌آذر |

### زن ایرونی (۱۹۸۵/۱۳۶۴)
- مشترک با ویگن، ژاکلین، مهستی و شهلا سرشار

| نام ترانه | ترانه‌سرا | آهنگساز | تنظیم‌کننده |
| --------- | -------- | ------- | ---------- |
| باورم کن  | ژاکلین   | ژاکلین  | ژاکلین     |

### گلباران ۱ (۱۹۸۶/۱۳۶۵)
- مشترک با شاهرخ، شماعی‌زاده، فتانه، نازی افشار، شیفته و ناصر صبوری

| نام ترانه | ترانه‌سرا      | آهنگساز    | تنظیم‌کننده |
| --------- | ------------- | ---------- | ---------- |
| آرزو      | اردلان سرفراز | فرید زلاند | آندرانیک   |

### خونه به خونه (۱۹۸۶/۱۳۶۵)
- مشترک با هایده، شماعی‌زاده، شهرام صولتی، رها و حمید موگویی

| نام ترانه | ترانه‌سرا     | آهنگساز     | تنظیم‌کننده |
| --------- | ------------ | ----------- | ---------- |
| سادگی     | مسعود هوشمند | سیاوش قمیشی | راب شیراک  |

### انتخابی ۸ (کیه کیه) (۱۹۸۶/۱۳۶۵)
- مشترک با هایده، مهستی، ستار، امیر آرام و کیوان رزازیان

| نام ترانه | ترانه‌سرا      | آهنگساز  | تنظیم‌کننده |
| --------- | ------------- | -------- | ---------- |
| منو ببخش  | اردلان سرفراز | آندرانیک | آندرانیک   |

### گلباران ۳ (بانو) (۱۹۸۷/۱۳۶۶)
- مشترک با معین، هایده، مهستی، علی نظری و آندو

| نام ترانه     | ترانه‌سرا    | آهنگساز  | تنظیم‌کننده |
| ------------- | ----------- | -------- | ---------- |
| خورشید بی‌حجاب | شهیار قنبری | آندرانیک | آندرانیک   |

### انتخابی ۱۰ (معشوقه) (۱۹۸۷/۱۳۶۶)
- مشترک با شماعی‌زاده، فرزین، فتانه، نازی افشار و نعیم

| نام ترانه  | ترانه‌سرا   | آهنگساز     | تنظیم‌کننده    |
| ---------- | ---------- | ----------- | ------------- |
| جعبه جواهر | بیژن سمندر | سیاوش قمیشی | منوچهر چشم‌آذر |

### لالائی (۱۹۸۷/۱۳۶۶)
- مشترک با داریوش، هایده و معین

| نام ترانه    | ترانه‌سرا      | آهنگساز    | تنظیم‌کننده    |
| ------------ | ------------- | ---------- | ------------- |
| هزار و یک شب | اردلان سرفراز | فرید زلاند | منوچهر چشم‌آذر |

### نیایش دلبر در سفر (۱۹۸۷/۱۳۶۶)، شرکت پارس ویدیو
- مشترک با داریوش و معین

| نام ترانه | ترانه‌سرا      | آهنگساز    | تنظیم‌کننده    |
| --------- | ------------- | ---------- | ------------- |
| دلبر      | اردلان سرفراز | فرید زلاند | عبدی یمینی    |
| همدم      | اردلان سرفراز | فرید زلاند | منوچهر چشم‌آذر |

### گلباران ۴ (کبوتر) (۱۹۸۸/۱۳۶۷)
- مشترک با مهستی، عارف، شهرام صولتی، فتانه و ناصر صبوری

| نام ترانه | ترانه‌سرا      | آهنگساز    | تنظیم‌کننده    |
| --------- | ------------- | ---------- | ------------- |
| آبی       | اردلان سرفراز | فرید زلاند | منوچهر چشم‌آذر |

### مطرب (۱۹۸۸/۱۳۶۷)
- مشترک با داریوش و ستار

| نام ترانه | ترانه‌سرا  | آهنگساز       | تنظیم‌کننده    |
| --------- | --------- | ------------- | ------------- |
| کلبه من   | هدیه      | منوچهر چشم‌آذر | منوچهر چشم‌آذر |
| خلیج فارس | عادل حسنی | محمد شمس      | محمد شمس      |

### نون و پنیر و سبزی (۱۹۹۰/۱۳۶۹)
- مشترک با داریوش

| نام ترانه                        | ترانه‌سرا        | آهنگساز    | تنظیم‌کننده    |
| -------------------------------- | --------------- | ---------- | ------------- |
| رازقی                            | ایرج جنتی عطایی | فرید زلاند | فرید زلاند    |
| نون و پنیر و سبزی (همراه داریوش) | شهیار قنبری     | فرید زلاند | منوچهر چشم‌آذر |
| ستاره دنباله دار                 | اردلان سرفراز   | فرید زلاند | فرید زلاند    |

### مرمر (۱۹۹۰/۱۳۶۹)
- مشترک با داریوش، شهره و فرزین

| نام ترانه | ترانه‌سرا        | آهنگساز  | تنظیم‌کننده |
| --------- | --------------- | -------- | ---------- |
| خانه سرخ  | ایرج جنتی عطایی | آندرانیک | آندرانیک   |

### شاه گل (۱۹۹۲/۱۳۷۱)
- مشترک با شاهرخ و شهرام صولتی

| نام ترانه        | ترانه‌سرا     | آهنگساز      | تنظیم‌کننده    |
| ---------------- | ------------ | ------------ | ------------- |
| سبد سبد          | مسعود فردمنش | مسعود فردمنش | منوچهر چشم‌آذر |
| زبانم را نمی‌فهمی | ناهید ناظمی  | سیاوش قمیشی  | آندرانیک      |

### گل سرخ (۱۹۹۳/۱۳۷۲)
- مشترک با عارف

| نام ترانه               | ترانه‌سرا        | آهنگساز    | تنظیم‌کننده    |
| ----------------------- | --------------- | ---------- | ------------- |
| روزگار                  | اردلان سرفراز   | فرید زلاند | فرید زلاند    |
| گل سرخ                  | ایرج جنتی عطایی | آندرانیک   | آندرانیک      |
| نون و پنیر و سبزی (ابی) | شهیار قنبری     | فرید زلاند | منوچهر چشم‌آذر |

### زیارت (۱۹۹۳/۱۳۷۲)
- مشترک با شهره و ستار

| نام ترانه   | ترانه‌سرا  | آهنگساز  | تنظیم‌کننده |
| ----------- | --------- | -------- | ---------- |
| مادر بزرگ   | علی عمادی | محمد شمس | محمد شمس   |
| حیلت رها کن | مولانا    | محمد شمس | محمد شمس   |

### یادگاری (۲۰۰۹/۱۳۸۸)
- مشترک با کامران و هومن

| نام ترانه                           | ترانه‌سرا      | آهنگساز       | تنظیم       |
| ----------------------------------- | ------------- | ------------- | ----------- |
| مگه فرشته هم بده (با کامران و هومن) | مریم حیدرزاده | رامین زمانی   | رامین زمانی |
| کلبه (با کامران و هومن)             | هدیه          | منوچهر چشم‌آذر | DJ Bobby    |
| مست چشات (ریمیکس)                   | مهین آبادانی  | فرید زلاند    | نامی        |
| مست چشات (کلاب میکس)                | مهین آبادانی  | فرید زلاند    |             |
| مست چشات (دنس میکس)                 | مهین آبادانی  | فرید زلاند    |             |
| خالی (ریمیکس)                       | زویا زاکاریان | سیاوش قمیشی   | الکس عابدی  |

## آلبوم‌های اجرای زنده

### کنسرت نون و پنیر و سبزی در یونیورسال آمفی تئاتر (۱۹۹۴/۱۳۷۳)
اجرا شده در سال ۱۹۹۰ (مشترک با داریوش)
| نام ترانه                           | ترانه‌سرا        | آهنگساز        | تنظیم    |
| ----------------------------------- | --------------- | -------------- | -------- |
| خلیج                                | عادل حسنی       | محمد شمس       | آندرانیک |
| پیچک                                | شرمین شجره      | سیاوش قمیشی    | آندرانیک |
| پوست شیر                            | ایرج جنتی عطائی | واروژان        | آندرانیک |
| شکار                                | محمدعلی شیرازی  | حسن شماعی‌زاده  | آندرانیک |
| پل                                  | ایرج جنتی عطائی | واروژان        | آندرانیک |
| عسل                                 | اردلان سرفراز   | فرید زلاند     | آندرانیک |
| گلواژه                              | منصور تهرانی    | صادق نجوکی     | آندرانیک |
| شبزده                               | زویا زاکاریان   | واروژان        | آندرانیک |
| نازی ناز کن                         | فرهاد شیبانی    | تورج شعبانخانی | آندرانیک |
| نون و پنیر و سبزی (همراه با داریوش) | شهیار قنبری     | فرید زلاند     | آندرانیک |

### کنسرت سانتامونیکا ۱ (۱۹۹۴/۱۳۷۳)
| نام ترانه | ترانه‌سرا        | آهنگساز       | تنظیم     |
| --- | --------------- | ------------- | --------- |
| کلبه من | هدیه            | منوچهر چشم‌آذر | شهرام آذر |
| پوست شیر | ایرج جنتی عطائی | واروژان       | شهرام آذر |
| شکار | محمدعلی شیرازی  | حسن شماعی‌زاده | شهرام آذر |
| چه باید کرد | اردلان سرفراز   | فرید زلاند    | شهرام آذر |
| شبزده | زویا زاکاریان   | واروژان       | شهرام آذر |
| مدادرنگی | بیژن سمندر      | بیژن سمندر    | شهرام آذر |
| به‌یاد گوگوش (طلاق - دو پنجره - خوابم یا بیدار - گل بی گلدون نمیشه - کمکم کن - غریب آشنا - منو با خودت ببر - منو گنجشکهای خونه - مخلوق - پل) |                 |               | شهرام آذر |

### کنسرت سانتامونیکا ۲ (۱۹۹۴/۱۳۷۳)
| نام ترانه                                                                          | ترانه‌سرا      | آهنگساز        | تنظیم     |
| ---------------------------------------------------------------------------------- | ------------- | -------------- | --------- |
| محتاج                                                                              | اردلان سرفراز | فرید زلاند     | شهرام آذر |
| سبد سبد                                                                            | مسعود فردمنش  | مسعود فردمنش   | شهرام آذر |
| خایج                                                                               | عادل حسنی     | محمد شمس       | شهرام آذر |
| کویر                                                                               | اردلان سرفراز | حسن شماعی‌زاده  | شهرام آذر |
| جعبه جواهر                                                                         | بیژن سمندر    | سیاوش قمیشی    | شهرام آذر |
| غربت                                                                               | فرهنگ قاسمی   | محمد شمس       | شهرام آذر |
| نازی ناز کن                                                                        | فرهاد شیبانی  | تورج شعبانخانی | شهرام آذر |
| مدلی (شب - کویر - باغ بلور - خاکستری - خورجین - تپش - سایه - مولای سبز پوش- خاتون) |               |                | شهرام آذر |

### کنسرت سانتامونیکا ۳ (۱۹۹۴/۱۳۷۳)
| نام ترانه         | ترانه‌سرا      | آهنگساز       | تنظیم     |
| ----------------- | ------------- | ------------- | --------- |
| خانوم گل          | اردلان سرفراز | فرید زلاند    | شهرام آذر |
| ستاره دنباله دار  | اردلان سرفراز | فرید زلاند    | شهرام آذر |
| نون و پنیر و سبزی | شهیار قنبری   | فرید زلاند    | شهرام آذر |
| شب مرد تنها       | هدیه          | فریدون خشنود  | شهرام آذر |
| پیچک              | شرمین شجره    | سیاوش قمیشی   | شهرام آذر |
| بمون تا بمونم     | اردلان سرفراز | حسن شماعی‌زاده | شهرام آذر |

### کنسرت در گریک تئاتر ۱ (۱۹۹۶/۱۳۷۵)
| نام ترانه           | ترانه‌سرا        | آهنگساز       | تنظیم     |
| ------------------- | --------------- | ------------- | --------- |
| شب‌زده               | زویا زاکاریان   | واروژان       | شهرام آذر |
| شکار                | محمدعلی شیرازی  | حسن شماعی‌زاده | شهرام آذر |
| پوست شیر            | ایرج جنتی عطائی | واروژان       | شهرام آذر |
| شما                 | هما میرافشار    | فرید زلاند    | شهرام آذر |
| قبله                | مسعود امینی     | سیاوش قمیشی   | شهرام آذر |
| کی اشکاتو پاک میکنه | امیرفرخ تجلی    | سیاوش قمیشی   | شهرام آذر |
| کلبه من             | هدیه            | منوچهر چشم‌آذر | شهرام آذر |
| ستاره‌های سربی       | ایرج جنتی عطائی | سیاوش قمیشی   | شهرام آذر |
| مداد رنگی           | بیژن سمندر      | سیاوش قمیشی   | شهرام آذر |
| کویر                | اردلان سرفراز   | حسن شماعی‌زاده | شهرام آذر |

### کنسرت در گریک تئاتر ۲ (۱۹۹۶/۱۳۷۵)
| نام ترانه        | ترانه‌سرا        | آهنگساز        | تنظیم     |
| ---------------- | --------------- | -------------- | --------- |
| آخر قصه          | ایرج جنتی عطائی | سیاوش قمیشی    | شهرام آذر |
| شب مرد تنها      | هدیه            | فریدون خشنود   | شهرام آذر |
| جعبه جواهر       | بیژن سمندر      | سیاوش قمیشی    | شهرام آذر |
| واژه (شب گریه)   | ایرج جنتی عطائی | سیاوش قمیشی    | شهرام آذر |
| غربت             | فرهنگ قاسمی     | محمد شمس       | شهرام آذر |
| نازی ناز کن      | فرهاد شیبانی    | تورج شعبانخانی | شهرام آذر |
| ستاره دنباله دار | اردلان سرفراز   | فرید زلاند     | شهرام آذر |
| پیچک             | شرمین شجره      | سیاوش قمیشی    | شهرام آذر |

### کنسرت در شراین ادیتوریوم ۱ (۱۹۹۸/۱۳۷۷)
| نام ترانه        | ترانه‌سرا        | آهنگساز       |
| ---------------- | --------------- | ------------- |
| ستاره‌های سربی    | ایرج جنتی عطائی | سیاوش قمیشی   |
| مست چشات         | مهین آبادانی    | فرید زلاند    |
| قبله             | مسعود امینی     | سیاوش قمیشی   |
| پوست شیر         | ایرج جنتی عطائی | واروژان       |
| ستاره دنباله دار | اردلان سرفراز   | فرید زلاند    |
| کویر             | اردلان سرفراز   | حسن شماعی‌زاده |
| خورشید خانوم     | اردلان سرفراز   | فرید زلاند    |
| عطر تو           | شهیار قنبری     | فرید زلاند    |
| شکار             | محمدعلی شیرازی  | حسن شماعی‌زاده |

### کنسرت در شراین ادیتوریوم ۲ (۱۹۹۸/۱۳۷۷)
| نام ترانه           | ترانه‌سرا        | آهنگساز     |
| ------------------- | --------------- | ----------- |
| گریه نکن            | ایرج جنتی عطائی | فرید زلاند  |
| مدادرنگی            | بیژن سمندر      | سیاوش قمیشی |
| کی اشکاتو پاک میکنه | امیرفرخ تجلی    | سیاوش قمیشی |
| جستجو               | اردلان سرفراز   | فرید زلاند  |
| شب گریه             | ایرج جنتی عطائی | سیاوش قمیشی |
| کمکم کن (دریایی)    | ایرج جنتی عطائی | واروژان     |
| غربت                | فرهنگ قاسمی     | محمد شمس    |
| پیچک                | شرمین شجره      | سیاوش قمیشی |

### کنسرت در مایکروسافت تئاتر لس آنجلس (۲۰۱۶/۱۳۹۵) تور جان جوانی
| نام ترانه            | ترانه‌سرا        | آهنگساز        | تنظیم                     |
| -------------------- | --------------- | -------------- | ------------------------- |
| نازی ناز کن          | فرهاد شیبانی    | تورج شعبانخانی | اریک آرکانت               |
| پیچک                 | شرمین شجره      | سیاوش قمیشی    | اریک آرکانت               |
| جان جوانی            | افشین مقدم      | علیرضا افکاری  | محمد ناهیدی               |
| حریق سبز             | زویا زاکاریان   | شوبرت آواکیان  | شوبرت آواکیان             |
| پوست شیر             | ایرج جنتی عطایی | واروژان        | واروژان                   |
| قاصد                 | هدیه            | فرید زلاند     | آندرانیک                  |
| قصه عشق              | هدیه            | صادق نوجوکی    | صادق نوجوکی               |
| خلیج فارس            | عادل حسنی       | محمد شمس       | محمد شمس                  |
| واژه (شب گریه)       | ایرج جنتی عطائی | سیاوش قمیشی    | استیو مک‌کرام              |
| دلپوش                | شهیار قنبری     | صادق نوجوکی    | صادق نوجوکی               |
| بگو ای یار بگو       | اردلان سرفراز   | فرید زلاند     | فرید زلاند                |
| عسل                  | اردلان سرفراز   | فرید زلاند     | منوچهر چشم‌آذر             |
| ستاره‌های سربی        | ایرج جنتی عطایی | سیاوش قمیشی    | استیو مک‌کرام              |
| کی اشکاتو پاک می کنه | امیرفرّخ تجلّی    | سیاوش قمیشی    | استیو مک‌کرام              |
| مداد رنگی            | بیژن سمندر      | سیاوش قمیشی    | ناصر چشم‌آذر               |
| قبله                 | مسعود امینی     | سیاوش قمیشی    | کاظم عالمی                |
| عطر تو               | شهیار قنبری     | فرید زلاند     | فرید زلاند و دیوید تباکمن |
| گل واژه              | منصور تهرانی    | صادق نوجوکی    | ناصر چشم‌آذر               |
| خانوم گل             | اردلان سرفراز   | فرید زلاند     | منوچهر چشم‌آذر             |
| جعبه جواهر           | بیژن سمندر      | سیاوش قمیشی    | منوچهر چشم‌آذر             |
| غربت                 | فرهنگ قاسمی     | محمد شمس       | محمد شمس                  |
| سبد سبد              | مسعود فردمنش    | مسعود فردمنش   | منوچهر چشم‌آذر             |
| شکار                 | محمدعلی شیرازی  | حسن شماعی‌زاده  | منوچهر چشم‌آذر             |

### کنسرت استانبول (۲۰۲۳/۱۴۰۲) پروژه عشق
| نام ترانه                    | ترانه‌سرا                       | آهنگساز       |
| ---------------------------- | ------------------------------ | ------------- |
| معرفی (مقدمه)                |                                |               |
| کلبه من                      | لیلا کسری                      |               |
| قلب قاپ                      | یغما گلرویی                    | اشکان دباغ    |
| صلح (دکلمه)                  |                                |               |
| رویای ما                     | یغما گلرویی                    | شادمهر عقیلی  |
| شکار                         | محمدعلی شیرازی                 | حسن شماعی‌زاده |
| زن (دکلمه)                   |                                |               |
| جهان بدون تو                 | یغما گلرویی                    | اشکان دباغ    |
| مدلی (نازی ناز کن - پیچک)    | فرهاد شیبانی / شرمین شجره      |               |
| خورشید خانوم                 | شهیار قنبری                    | فرید زلاند    |
| مدلی (شب نیلوفری - مست چشات) | ایرج جنتی عطایی / مهین آبادانی |               |
| مردم دوستی (دکلمه)           |                                |               |
| مدلی (حریق سبز - بدبین)      | زویا زاکاریان / مونا برزویی    |               |
| با تو                        | ژاکلین                         | فرخ آهی       |
| ایران (دکلمه)                |                                |               |
| غربت                         | فرهنگ قاسمی                    | محمّد شمس      |
| همین خوبه                    | محسن شیرالی                    | شادمهر عقیلی  |
| آخرین بار (آکاپلا)           | افشین مقدم                     | علیرضا افکاری |
| شب گریه                      | ایرج جنتی عطایی                | سیاوش قمیشی   |
| مدلی (خانوم گل - جعبه جواهر) | اردلان سرفراز / بیژن سمندر     |               |
| عشق (دکلمه)                  |                                |               |
| کی اشکاتو پاک میکنه          | امیر فرّخ تجلّی                  | سیاوش قمیشی   |
| پوست شیر                     | ایرج جنتی عطایی                | واروژان       |
| ای یار بگو                   | اردلان سرفراز                  | فرید زلاند    |

## موسیقی فیلم

### موسیقی فیلم
| سال اکران | نام ترانه       | نام فیلم        | نام کارگردان            | ترانه‌سرا        | آهنگساز       | تنظیم کننده   |
| --------- | --------------- | --------------- | ----------------------- | --------------- | ------------- | ------------- |
| ۱۹۷۲ ۱۳۵۱ | عطش             | عطش             | ایرج قادری              | مسعود هوشمند    | حسین واثقی    | حسین واثقی    |
| ۱۹۷۳ ۱۳۵۲ | چرا چرا         | بی‌حجاب          | ایرج قادری              | مسعود هوشمند    | حسین واثقی    | حسین واثقی    |
| ۱۹۷۴ ۱۳۵۳ | تپش             | هیاهو           | محمد صفار               | ایرج جنتی عطایی | بابک بیات     | بابک بیات     |
| ۱۹۷۵ ۱۳۵۴ | پوست شیر        | ذبیح            | محمد متوسلانی           | ایرج جنتی عطایی | واروژان       | واروژان       |
| ۱۹۷۵ ۱۳۵۴ | کندو            | کندو            | فریدون گله              | ایرج جنتی عطایی | واروژان       | واروژان       |
| ۱۹۷۶ ۱۳۵۵ | سبد             | بت‌شکن           | شاپور قریب              | ایرج جنتی عطایی | بابک بیات     | بابک بیات     |
| ۱۹۷۷ ۱۳۵۶ | شب زخمی         | شب زخمی         | محمد صفار               | منصور تهرانی    | سلیمان واثقی  | اریک آرکانت   |
| ۱۹۷۷ ۱۳۵۶ | خاکستری         | خاکستری         | مجید صفار               | ایرج جنتی عطایی | بابک بیات     | محمد اوشال    |
| ۱۹۷۷ ۱۳۵۶ | شب‌زده           | سلام تهران      | داریوش کوشان            | زویا زاکاریان   | واروژان       | واروژان       |
| ۱۹۷۷ ۱۳۵۶ | پیچک            | بوی گندم        | امیر مجاهد / فرزان دلجو | شرمین شجره      | سیاوش قمیشی   | اریک آرکانت   |
| ۱۹۷۷ ۱۳۵۶ | خالی            | بوی گندم        | امیر مجاهد / فرزان دلجو | زویا زاکاریان   | سیاوش قمیشی   | اریک آرکانت   |
| ۱۹۷۸ ۱۳۵۷ | باغ بلور        | باغ بلور        | ناصر محمدی              | منصور تهرانی    | حسن شماعی‌زاده | ناصر چشم‌آذر   |
| ۱۹۷۸ ۱۳۵۷ | بر فراز آسمان‌ها | بر فراز آسمان‌ها | محمدعلی فردین           | پرویز مقراضی    | شهرداد روحانی | شهرداد روحانی |
| ۲۰۲۲ ۱۴۰۱ | پوست شیر        | پوست شیر        | جمشید محمودی            | ایرج جنتی عطایی | واروژان       | واروژان       |

## تک‌آهنگ‌های پیش از انقلاب
- منظور از تک‌آهنگ، آهنگ‌هایی است که در خارج از قالب آلبوم‌های استودیویی مستقل (کوه یخ، معلم بد، اتل متل و…) منتشر شده‌اند.

| نام ترانه                     | ترانه‌سرا              | آهنگساز          | تنظیم          | سال انتشار (اجرا) |
| ----------------------------- | --------------------- | ---------------- | -------------- | ----------------- |
| A chili pum (با شهرام شب‌پره)  | M. Alfonso, S. Carmen | شهرام شب‌پره      | شهرام شب‌پره    | ۱۳۵۰ ۱۹۷۱         |
| عطش                           | مسعود هوشمند          | حسین واثقی       | حسین واثقی     | ۱۳۵۱ ۱۹۷۲         |
| تهمت                          |                       | حسین واثقی       | حسین واثقی     | ۱۳۵۱ ۱۹۷۲         |
| یه روزی مهربون بودی           | سلیمان واثقی          | سلیمان واثقی     | سلیمان واثقی   | ۱۳۵۱ ۱۹۷۲         |
| چرا چرا                       | مسعود هوشمند          | حسین واثقی       | حسین واثقی     | ۱۳۵۲ ۱۹۷۳         |
| شب                            | اردلان سرفراز         | منصور ایران نژاد | محمد شمس       | ۱۳۵۲ ۱۹۷۳         |
| روستایی                       | ایرج جنتی عطایی       | محمد اوشال       | محمد اوشال     | ۱۳۵۲ ۱۹۷۳         |
| پیر                           | مسعود امینی           | منصور ایران نژاد | محمد شمس       | ۱۳۵۲ ۱۹۷۳         |
| پیر (با دکلمه مسعود امینی)    | مسعود امینی           | منصور ایران نژاد | محمد شمس       | ۱۳۵۲ ۱۹۷۳         |
| خونه (سیل غارتگر)             | ایرج جنتی عطایی       | بابک بیات        | محمد اوشال     | ۱۳۵۲ ۱۹۷۳         |
| تپش                           | ایرج جنتی عطایی       | بابک بیات        | بابک بیات      | ۱۳۵۳ ۱۹۷۴         |
| جدایی                         | مسعود امینی           | پرویز مقصدی      | کاظم عالمی     | ۱۳۵۳ ۱۹۷۴         |
| شهبانو (با نوش‌آفرین و مارتیک) |                       | فریدون خشنود     |                | ۱۳۵۳ ۱۹۷۴         |
| جشن مهرگان (سرود انقلاب سفید) | فرهاد شیبانی          | تورج شعبان‌خانی   | تورج شعبان‌خانی | ۱۳۵۳ ۱۹۷۴         |
| عید نوروز                     | تورج نگهبان           | حسن شماعی‌زاده    | ناصر چشم‌آذر    | ۱۳۵۳ ۱۹۷۴         |
| خاتون                         | ایرج جنتی عطایی       | بابک بیات        | بابک بیات      | ۱۳۵۴ ۱۹۷۵         |
| پوست شیر                      | ایرج جنتی عطایی       | واروژان          | واروژان        | ۱۳۵۴ ۱۹۷۵         |
| کندو                          | ایرج جنتی عطایی       | واروژان          | واروژان        | ۱۳۵۴ ۱۹۷۵         |
| سایه                          | ایرج جنتی عطایی       | بابک بیات        | واروژان        | ۱۳۵۴ ۱۹۷۵         |
| تو کی هستی                    | ایرج جنتی عطایی       | بابک بیات        | آندرانیک       | ۱۳۵۴ ۱۹۷۵         |
| پاپا                          | پل آنکا               | پل آنکا          | منوچهر اسلامی  | ۱۳۵۴ ۱۹۷۵         |
| شکار                          | محمدعلی شیرازی        | حسن شماعی‌زاده    | منوچهر چشم‌آذر  | ۱۳۵۵ ۱۹۷۶         |
| اسیر                          | آرش سزاوار            | امیر آرام        | اریک آرکانت    | ۱۳۵۵ ۱۹۷۶         |
| چشمه                          | منصور تهرانی          | پرویز قدرخانی    | اریک آرکانت    | ۱۳۵۵ ۱۹۷۶         |
| خورجین                        | ایرج جنتی عطایی       | بابک بیات        | بابک بیات      | ۱۳۵۵ ۱۹۷۶         |
| سبد                           | ایرج جنتی عطایی       | بابک بیات        | بابک بیات      | ۱۳۵۵ ۱۹۷۶         |
| بدرقه                         | منصور تهرانی          | سیاوش قمیشی      | آندرانیک       | ۱۳۵۵ ۱۹۷۶         |
| میلاد                         | لقمان ادهمی           | لقمان ادهمی      | اریک آرکانت    | ۱۳۵۵ ۱۹۷۶         |
| نازی ناز کن                   | فرهاد شیبانی          | تورج شعبانخانی   | اریک آرکانت    | ۱۳۵۶ ۱۹۷۷         |
| خدا می‌داند (با سلی و نلی)     | شمس مشرقی             | سلیمان واثقی     | اریک آرکانت    | ۱۳۵۶ ۱۹۷۷         |
| شب مرد تنها                   | لیلا کسری             | فریدون خشنود     | منوچهر چشم‌آذر  | ۱۳۵۶ ۱۹۷۷         |
| رحم کن                        | شهیار قنبری           | فرید زلاند       | آندرانیک       | ۱۳۵۶ ۱۹۷۷         |
| عسل                           | اردلان سرفراز         | فرید زلاند       | منوچهر چشم‌آذر  | ۱۳۵۶ ۱۹۷۷         |
| راز همیشگی                    | اردلان سرفراز         | فرید زلاند       | منوچهر چشم‌آذر  | ۱۳۵۶ ۱۹۷۷         |
| دلتنگی                        | اردلان سرفراز         | فرید زلاند       | منوچهر چشم‌آذر  | ۱۳۵۶ ۱۹۷۷         |
| خاکستری                       | ایرج جنتی عطایی       | بابک بیات        | محمد اوشال     | ۱۳۵۶ ۱۹۷۷         |
| گل واژه                       | منصور تهرانی          | صادق نوجوکی      | ناصر چشم‌آذر    | ۱۳۵۶ ۱۹۷۷         |
| شبزده                         | زویا زاکاریان         | واروژان          | واروژان        | ۱۳۵۶ ۱۹۷۷         |
| کویر                          | مسعود محمودی          | تورج شعبانخانی   | اریک آرکانت    | ۱۳۵۶ ۱۹۷۷         |
| شب زخمی                       | منصور تهرانی          | سلیمان واثقی     | اریک آرکانت    | ۱۳۵۶ ۱۹۷۷         |
| سفر                           | اردلان سرفراز         | فرید زلاند       | منوچهر چشم‌آذر  | ۱۳۵۶ ۱۹۷۷         |
| مولای سبزپوش                  | ایرج جنتی عطایی       | بابک بیات        | محمد اوشال     | ۱۳۵۶ ۱۹۷۷         |
| پیچک                          | شرمین شجره            | سیاوش قمیشی      | اریک آرکانت    | ۱۳۵۶ ۱۹۷۷         |
| خالی                          | زویا زاکاریان         | سیاوش قمیشی      | اریک آرکانت    | ۱۳۵۶ ۱۹۷۷         |
| غربت                          | فرهنگ قاسمی           | محمد شمس         | محمد شمس       | ۱۳۵۶ ۱۹۷۷         |
| باد و بیشه                    | فرهاد شیبانی          | تورج شعبانخانی   | اریک آرکانت    | ۱۳۵۶ ۱۹۷۷         |
| بر فراز آسمانها               | پرویز مقراضی          | شهرداد روحانی    | شهرداد روحانی  | ۱۳۵۷ ۱۹۷۸         |
| باغ بلور                      | منصور تهرانی          | حسن شماعی‌زاده    | ناصر چشم‌آذر    | ۱۳۵۷ ۱۹۷۸         |
| برج                           | اردلان سرفراز         | فرید زلاند       | منوچهر چشم‌آذر  | ۱۳۵۷ ۱۹۷۸         |
| سادگی مرا ببخش                | اردلان سرفراز         | آندرانیک         | آندرانیک       | ۱۳۵۷ ۱۹۷۸         |
| Faraway                       |                       |                  | اریک آرکانت    |                   |

## تک‌آهنگ‌های پس از انقلاب
- منظور از تک‌آهنگ، آهنگ‌هایی است که در خارج از قالب آلبوم‌های استودیویی مستقل (کوه یخ، معلم بد، اتل متل و …) منتشر شده‌اند.

| نام ترانه                                 | ترانه‌سرا        | آهنگساز            | تنظیم              | سال انتشار |
| ----------------------------------------- | --------------- | ------------------ | ------------------ | ---------- |
| پاینده باد ایران                          | اردلان سرفراز   | خسرو پیشکاری       | خسرو پیشکاری       | ۱۳۵۸ ۱۹۷۹  |
| ایران طاعون زده (همراه جمعی از خوانندگان) | تورج نگهبان     | بابک افشار         | بابک افشار         | ۱۳۵۹ ۱۹۸۰  |
| هموطن                                     | شهرام شب‌پره     | شهرام شب‌پره        | منوچهر چشم‌آذر      | ۱۳۵۹ ۱۹۸۰  |
| همخون (همراه شاهرخ)                       | شهرام شب‌پره     | شهرام شب‌پره        | منوچهر چشم‌آذر      | ۱۳۵۹ ۱۹۸۰  |
| با تو                                     | ژاکلین          | ژاکلین             | فرخ آهی            | ۱۳۶۱ ۱۹۸۲  |
| خونه (ابی و بچه‌ها)                        | ژاکلین          | فرخ آهی            | فرخ آهی            | ۱۳۶۱ ۱۹۸۲  |
| خونه (ابی)                                | ژاکلین          | فرخ آهی            | فرخ آهی            | ۱۳۶۱ ۱۹۸۲  |
| مداد رنگی                                 | بیژن سمندر      | سیاوش قمیشی        | ناصر چشم‌آذر        | ۱۳۶۱ ۱۹۸۲  |
| قاصد                                      | هدیه            | فرید زلاند         | آندرانیک           | ۱۳۶۳ ۱۹۸۴  |
| غریبه                                     | هدیه            | فرید زلاند         | آندرانیک           | ۱۳۶۳ ۱۹۸۴  |
| شب عشق (همراه هایده)                      | هدیه            | صادق نوجوکی        | صادق نوجوکی        | ۱۳۶۴ ۱۹۸۵  |
| قصه عشق                                   | هدیه            | صادق نوجوکی        | صادق نوجوکی        | ۱۳۶۴ ۱۹۸۵  |
| خانم گل                                   | اردلان سرفراز   | فرید زلاند         | منوچهر چشم‌آذر      | ۱۳۶۴ ۱۹۸۵  |
| گریز                                      | اردلان سرفراز   | فرید زلاند         | منوچهر چشم‌آذر      | ۱۳۶۴ ۱۹۸۵  |
| باورم کن                                  | ژاکلین          | ژاکلین             | ژاکلین             | ۱۳۶۴ ۱۹۸۵  |
| آرزو                                      | اردلان سرفراز   | فرید زلاند         | آندرانیک           | ۱۳۶۵ ۱۹۸۶  |
| منو ببخش                                  | اردلان سرفراز   | آندرانیک           | آندرانیک           | ۱۳۶۵ ۱۹۸۶  |
| سادگی                                     | مسعود هوشمند    | سیاوش قمیشی        | راب شیراک          | ۱۳۶۵ ۱۹۸۶  |
| جعبه جواهر                                | بیژن سمندر      | سیاوش قمیشی        | منوچهر چشم‌آذر      | ۱۳۶۶ ۱۹۸۷  |
| خورشید بی‌حجاب                             | شهیار قنبری     | آندرانیک           | آندرانیک           | ۱۳۶۶ ۱۹۸۷  |
| هزار و یک شب                              | اردلان سرفراز   | فرید زلاند         | منوچهر چشم‌آذر      | ۱۳۶۶ ۱۹۸۷  |
| دلبر                                      | اردلان سرفراز   | فرید زلاند         | عبدی یمینی         | ۱۳۶۶ ۱۹۸۷  |
| همدم                                      | اردلان سرفراز   | فرید زلاند         | منوچهر چشم‌آذر      | ۱۳۶۶ ۱۹۸۷  |
| آبی                                       | اردلان سرفراز   | فرید زلاند         | منوچهر چشم‌آذر      | ۱۳۶۷ ۱۹۸۸  |
| کلبه من                                   | هدیه            | منوچهر چشم‌آذر      | منوچهر چشم‌آذر      | ۱۳۶۷ ۱۹۸۸  |
| خلیج                                      | عادل حسنی       | محمد شمس           | محمد شمس           | ۱۳۶۷ ۱۹۸۸  |
| رازقی                                     | ایرج جنتی عطایی | فرید زلاند         | فرید زلاند         | ۱۳۶۹ ۱۹۹۰  |
| نون و پنیر و سبزی (همراه داریوش)          | شهیار قنبری     | فرید زلاند         | منوچهر چشم‌آذر      | ۱۳۶۹ ۱۹۹۰  |
| ستاره دنباله دار                          | اردلان سرفراز   | فرید زلاند         | فرید زلاند         | ۱۳۶۹ ۱۹۹۰  |
| خانه سرخ                                  | ایرج جنتی عطایی | آندرانیک           | آندرانیک           | ۱۳۶۹ ۱۹۹۰  |
| سبد سبد                                   | مسعود فردمنش    | مسعود فردمنش       | منوچهر چشم‌آذر      | ۱۳۷۱ ۱۹۹۲  |
| زبانم را نمی‌فهمی                          | ناهید ناظمی     | سیاوش قمیشی        | آندرانیک           | ۱۳۷۱ ۱۹۹۲  |
| روزگار                                    | اردلان سرفراز   | فرید زلاند         | فرید زلاند         | ۱۳۷۲ ۱۹۹۳  |
| گل سرخ                                    | ایرج جنتی عطایی | آندرانیک           | آندرانیک           | ۱۳۷۲ ۱۹۹۳  |
| نون و پنیر و سبزی (ابی)                   | شهیار قنبری     | فرید زلاند         | منوچهر چشم‌آذر      | ۱۳۷۲ ۱۹۹۳  |
| مادر بزرگ                                 | علی عمادی       | محمد شمس           | محمد شمس           | ۱۳۷۲ ۱۹۹۳  |
| حیلت رها کن                               | مولانا          | محمد شمس           | محمد شمس           | ۱۳۷۲ ۱۹۹۳  |
| ظالم                                      | اردلان سرفراز   | فرید زلاند         | فرید زلاند         | ۱۳۷۳ ۱۹۹۴  |
| جهان سوم                                  | اردلان سرفراز   | فرید زلاند         | فرید زلاند         | ۱۳۷۳ ۱۹۹۴  |
| زنجیرُ ورچین                               | احمد شاملو      | اسفندیار منفردزاده | اسفندیار منفردزاده | ۱۳۷۸ ۱۹۹۹  |
| پریا                                      | احمد شاملو      | اسفندیار منفردزاده | اسفندیار منفردزاده | ۱۳۷۸ ۱۹۹۹  |
| راه من                                    | شهیار قنبری     | فرید زلاند         | تیگران ساکیان      | ۱۳۷۸ ۱۹۹۹  |

## تک‌آهنگ‌های اخیر
| نام ترانه            | ترانه‌سرا                        | آهنگساز                | تنظیم                    | سال انتشار             | توضیحات                                    |
| -------------------- | ------------------------------- | ---------------------- | ------------------------ | ---------------------- | ------------------------------------------ |
| بگو ای یار بگو       | اردلان سرفراز                   | فرید زلاند             |                          | ۱۳۸۴ ۲۰۰۵              | اجرای اول - همخوانی با آرش                 |
| بگو ای یار بگو       | اردلان سرفراز                   | فرید زلاند             | ۱۳۸۵ ۲۰۰۶                | رمیکس - همخوانی با آرش |                                            |
| گریز                 | اردلان سرفراز / نوید            | فرید زلاند             | ۱۳۸۵ ۲۰۰۶                | هلیل اکین              | همخوانی با نوید و امید                     |
| با تو                | ژاکلین                          | ژاکلین                 |                          | ۱۳۸۹ ۲۰۱۰              | اجرا در بلوربنفش                           |
| شب زده               | زویا زاکاریان                   | واروژان                |                          | ۱۳۸۹ ۲۰۱۰              | اجرا در بلوربنفش                           |
| رؤیای ما             | یغما گلرویی                     | شادمهر عقیلی           | شادمهر عقیلی             | ۱۳۹۱ ۲۰۱۲              | همخوانی با شادمهر عقیلی                    |
| نگرانت میشم          | میثم یوسفی                      | بهنام جلیلیان          | بهنام جلیلیان            | ۱۳۹۲ ۲۰۱۳              |                                            |
| همین خوبه            | محسن شیرالی                     | شادمهر عقیلی           | شادمهر عقیلی             | ۱۳۹۲ ۲۰۱۳              |                                            |
| یه دختر              | یغما گلرویی                     | شادمهر عقیلی           | شادمهر عقیلی             | ۱۳۹۲ ۲۰۱۳              | همخوانی با شادمهر عقیلی                    |
| آخرین بار            | افشین مقدم                      | علیرضا افکاری          | علیرضا افکاری            | ۱۳۹۲ ۲۰۱۳              | نسخه اول                                   |
| I Can Hear Christmas |                                 |                        |                          | ۱۳۹۲ ۲۰۱۳              | همخوانی با Leil Kolet                      |
| Todo Brilla          | همخوانی با Leil Kolet           |                        |                          | ۱۳۹۲ ۲۰۱۳              |                                            |
| نوستالژی             | رها اعتمادی                     | بابک سعیدی             | بابک سعیدی               | ۱۳۹۳ ۲۰۱۴              | همخوانی با گوگوش                           |
| کی اشکاتو پاک میکنه  | امیر فرخ تجلی                   | سیاوش قمیشی            | بابک امینی               | ۱۳۹۳ ۲۰۱۴              | همخوانی با گوگوش                           |
| دو پنجره             | اردلان سرفراز                   | حسن شماعی‌زاده          | بابک امینی               | ۱۳۹۳ ۲۰۱۴              | همخوانی با گوگوش                           |
| نوازش                | سروش دادخواه                    | شادمهر عقیلی           | میثاق دبیری              | ۱۳۹۴ ۲۰۱۵              | اجرا در فارسی۱                             |
| عسل                  | اردلان سرفراز                   | فرید زلاند             | Spencer Willis           | ۱۳۹۵ ۲۰۱۶              | نسخه دوم                                   |
| دلپوش                | شهیار قنبری                     | صادق نوجوکی            | صادق نوجوکی              | ۱۳۹۵ ۲۰۱۶              |                                            |
| نفس نفس              | اردلان سرفراز / ایرج جنتی عطایی | فرید زلاند / بابک بیات |                          | ۱۳۹۶ ۲۰۱۷              | رمیکس                                      |
| کاش                  | حسین تهی                        | حسین تهی               | ارکستر سمفونیک تهران     | ۱۳۹۸ ۲۰۱۹              | همخوانی با حسین تهی                        |
| حریق سبز             | زویا زاکاریان                   | شوبرت آواکیان          | Satrap Band              | ۱۳۹۸ ۲۰۱۹              | اجرا در چندشنبه با سینا - همخوانی با سیامک |
| قلب قاپ              | یغما گلرویی                     | اشکان دباغ             | Fedde Le Grand           | ۱۳۹۸ ۲۰۱۹              | رمیکس                                      |
| قلب قاپ              | یغما گلرویی                     | اشکان دباغ             | Fedde Le Grand           | ۱۳۹۸ ۲۰۱۹              | کلاب میکس                                  |
| زخم نامرئی           | یغما گلرویی                     |                        |                          | ۱۳۹۹ ۲۰۲۰              |                                            |
| هرم تو               | شهیار قنبری                     | صادق نوجوکی            | صادق نوجوکی / آرون حسینی | ۱۴۰۰ ۲۰۲۱              |                                            |
| تهران من             | یغما گلرویی                     | فرزین قره‌گوزلو         | فرزین قره‌گوزلو           | ۱۴۰۰ ۲۰۲۲              |                                            |
| وره میدان (کردی)     |                                 |                        |                          | ۱۴۰۱ ۲۰۲۲              | همراه با شاهین نجفی و ...                  |
| قَفَسِ دُعا و دار        | ایرج جنتی عطایی                 | باربَد بیات             | باربَد بیات               | ۱۴۰۱ ۲۰۲۳              |                                            |
| خروش زندگی           | بابک صحرایی                     | امیر مهراد             | امیر مهراد               | ۱۴۰۲ ۲۰۲۳              |                                            |
| به سلامتیت           | افشین مقدم                      | میلاد پرقوه            | اشکان دباغ               | ۱۴۰۳ ۲۰۲۴              |                                            |

## سایر تک‌آهنگ‌ها
| نام ترانه                         | ترانه‌سرا         | آهنگساز        | تنظیم          | سال انتشار |
| --------------------------------- | ---------------- | -------------- | -------------- | ---------- |
| مادر                              | لیلا کسری (هدیه) | فریدون خشنود   | فریدون خشنود   |            |
| جسارت (با امیر آرام)              |                  | امیر آرام      | امیر آرام      |            |
| بانوی ما                          | اردلان سرفراز    | حسن شماعی زاده |                |            |
| کتاب سوخته                        | اردلان سرفراز    | فرید زلاند     |                |            |
| همزبونم باش                       | هما میرافشار     | ناصر چشم آذر   |                | ۱۳۶۲       |
| داستانی نه تازه                   | نیما یوشیج       | بابک بیات      |                |            |
| وقتی به مستی می‌رسم (دکلمه)        | ایرج جنتی عطایی  | بابک بیات      |                |            |
| زمین لرزید (با جمعی از خوانندگان) |                  |                |                | ۱۳۷۵ ۱۹۹۶  |
| غربت                              | سیاوش قمیشی      | سیاوش قمیشی    | مارتیک (گیتار) | ۱۳۶۲       |

## بهترین آهنگ‌ها
بهترین آهنگ‌ها از نظر برنامهٔ بهترین‌های بهترین‌ها شبکهٔ منوتو، پاییز ۱۳۹۶
| رتبه | نام ترانه            | ترانه‌سرا        | آهنگ‌ساز         | تنظیم                     |
| ---- | -------------------- | --------------- | --------------- | ------------------------- |
| ۱    | کی اشکاتو پاک می کنه | امیرفرّخ تجلّی    | سیاوش قمیشی     | استیو مک‌کرام              |
| ۲    | ستاره‌های سربی        | ایرج جنتی عطایی | سیاوش قمیشی     | استیو مک‌کرام              |
| ۳    | مست چشات             | مهین آبادانی    | فرید زلاند      | فرید زلاند، دیوید تباکمن  |
| ۴    | پوست شیر             | ایرج جنتی عطایی | واروژان         | واروژان                   |
| ۵    | درخت                 | ایرج جنتی عطایی | سیاوش قمیشی     | استیو مک‌کرام              |
| ۶    | بگو ای یار بگو       | اردلان سرفراز   | فرید زلاند      | فرید زلاند                |
| ۷    | گریه نکن             | ایرج جنتی عطایی | فرید زلاند      | فرید زلاند و دیوید تباکمن |
| ۸    | پیچک                 | شرمین شجره      | سیاوش قمیشی     | اریک آرکانت               |
| ۹    | خانوم گل             | اردلان سرفراز   | فرید زلاند      | منوچهر چشم‌آذر             |
| ۱۰   | شب‌زده                | زویا زاکاریان   | واروژان         | واروژان                   |
| ۱۱   | خالی                 | زویا زاکاریان   | سیاوش قمیشی     | اریک آرکانت               |
| ۱۲   | خلیج فارس            | عادل حسنی       | محمّد شمس        | محمّد شمس                  |
| ۱۳   | نازی ناز کن          | فرهاد شیبانی    | تورج شعبان خانی | اریک آرکانت               |
| ۱۴   | حریق سبز             | زویا زاکاریان   | شوبرت آواکیان   | شوبرت آواکیان             |
| ۱۵   | هزار و یک شب         | اردلان سرفراز   | فرید زلاند      | منوچهر چشم‌آذر             |
| ۱۶   | مداد رنگی            | بیژن سمندر      | سیاوش قمیشی     | ناصر چشم‌آذر               |
| ۱۷   | قبله                 | مسعود امینی     | سیاوش قمیشی     | کاظم عالمی                |
| ۱۸   | عطر تو               | شهیار قنبری     | فرید زلاند      | فرید زلاند و دیوید تباکمن |
| ۱۹   | شکار                 | محمدعلی شیرازی  | حسن شماعی‌زاده   | منوچهر چشم‌آذر             |
| ۲۰   | با تو                | ژاکلین          | ژاکلین          | فرخ آهی                   |